# Saint-Éloi, Nièvre
Saint-Éloi este o comună în departamentul Nièvre din centrul Franței. În 2009 avea o populație de 2.004 de locuitori.

## Evoluția populației
| An        | 1975  | 1982  | 1990  | 1999  | 2006  | 2009  |
| --------- | ----- | ----- | ----- | ----- | ----- | ----- |
| Populație | 1.000 | 1.484 | 1.805 | 1.904 | 2.015 | 2.004 |